# Macularia
Macularia is een geslacht van landlongslakken uit de familie van de tuinslakken (Helicidae). 

## Soorten
Tot het geslacht Macularia behoren de volgende soorten:
- Macularia niciensis (A. Férussac, 1821)
- Macularia saintivesi (Kobelt, 1906)
- Macularia sylvatica (Draparnaud, 1801)

Niet geaccepteerde soorten:
- Macularia riffensis Kobelt, 1903 → Hatumia riffensis (Kobelt, 1903)
- Macularia saintyvesi (Kobelt, 1906) → Macularia saintivesi (Kobelt, 1906)
- Macularia vittata (O. F. Müller, 1774) → Pseudotrachia vittata (O. F. Müller, 1774)